# محمد شريف سليم
محمد شريف سليم بك (يوليو 1861 - أكتوبر 1925)، لغوي ومدرّس وكاتب مصري. ولد في القاهرة ونشأ بها. حفظ القرآن، ثم تعلم في مدرسة القربية، ومن ثم في الأزهر من عام 1875 حتى عام 1881، وتخرج في دار العلوم عام 1888. اتبع التصوف على الطريقة البيومية. عمل كمدرس للغة العربية للبعثة المصرية في فرنسا من عام 1888 إلى عام 1894. ثم مدرسًا في وزارة المعارف المصرية، وترقى في وظيفته حتى عيّن ناظرًا لمدرسة دار العلوم، وتقاعد سنة 1921. كان عضوًا في المجمع اللغوي الأول في مصر، ونادي دار العلوم. وله العديد من المؤلفات الأدبية واللغوية والمدرسية.

## سيرته
هو محمد شريف بن سليم الحجازي الأصل المصري البيومي. ولد في محرم 1278/ يوليو 1861 بحي الدرب الأحمر بالقاهرة في إيالة مصر العثمانية، ونشأ بها. حفظ القرآن، ثم تلقى علومه بمدرسة القربية، ثم التحق بالأزهر. وكان يتلقى العلم بالأزهر صباحًا، وبمدرسة الشيخ صالح ليلًا. وتعلم الفرنسية، وتخرج من دار العلوم سنة 1888. ثم انتدب للسفر إلى فرنسا مدرّسًا للغة العربية لطلبة الإرسالية المصرية بمدينة مولن، ودرس وهو في فرنسا بمدرسة المعلمين بمولن، ونال منها شهادة مدرس.

عاد إلى مصر سنة 1894، وعيّن مدرّسًا بدار العلوم سنة 1895، ثم مفتشًا ثم ناظرًا فيها. انتدبه الحكومة المصرية لحضور في مؤتمر المستشرقين الدولي المنعقد بمدينة روما سنة 1899.

وصفه محمد زكي مجاهد «كان متواضعًا في علمه وعمله، معروفًا بالدقة ميله إلى النظام والترتيب، ومحبًا للعزلة...ويميل إلى الإفصاح في حديثه كرهًا للعامية..»

سلك التصوف، وأخذ العهد على الطريقة البيومية وكان من كبار رجالها، كان عضوًا في نادي دار العلوم، وصحيفته الأولى وعضًوا في المجمع اللغوي الأول. وكانت له مكتبة كبيرة بيعت بعد وفاته في شهر ربيع الأول 1344 /أكتوبر 1925 في القاهرة.

## أدبه
له رواية بعنوان «الجاهل». جاء في معجم البابطين عنه «ما توفر من شعره قصيدتان إحداهما في رثاء صديقه حسن توفيق العدل، مالت إلى التجديد في لغتها، إلا أنها التزمت معاني الرثاء القديم، وله قبل ذلك قصيدة في مباركة رحلة الرجل نفسه إلى أوروبا، والثناء على دوره في النهل من المعارف الحديثة التي تعود بالنفع على البلاد وتنورها، ويسدي إليه بعض النصائح ألا يلتفت لحسناوات أوروبا وأن يعكف على طلب العلم ليحصل له التوفيق ولبلاده الخير من رحلته، والقصيدة تشير إلى الدور التنويري للبعثات المصرية إلى أوروبا في هذا العصر، وهو الدور الذي أسهم في بناء نهضة مصر الحديثة، بما يكشف عن وعي المترجم بهذا الدور وحرصه عليه. ومجمل شعره قوي في ألفاظه، متين في تراكيبه، أما صوره فقليلة، ومن هنا فإن شعره أقرب إلى التقرير وبلوغ المعنى بشكل واضح وسلس.» 

## آثاره
من مؤلفاته :
- «الجاهل»، رواية
- «التهجي والمطالعة»
- «المطالعة الابتدائية»
- «المترادفات»
- «رحلة الشيخ شريف إلى أوروبا»، في سبعة أجزاء من 1888 إلى 1894
- «كتاب علم النفس» [5]
- «مجموعة من النظم والنثر للحفظ والتسميع لتلاميذ السنة الرابعة من المدارس الابتدائية» [6]
- «شرح ديوان ابن الرومي» [7]
- «ملخص تاريخ الخوارج منذ ظهورهم إلى أن شتت المهلب شملهم» [8]
- «خلاصة المنشآت السنية»، ثلاثة أجزاء
- «مستقبل اللغة العربية»